# Мерімутеф
Мерімутеф («коханий своєї матері») — в єгипетській міфології бог у вигляді барана, шанований в 11-му верхньоєгипетському номі в місті Хат, бія Сіута. Також Мерімутеф був богом мертвих. Він має вигляд людини з головою барана або овна. Бог Мерімутеф був сином богині Нут і бога Геба. Вперше його ім'я зустрічалося на саркофагах, знайдених біля міста Асьют і входило в похоронні формули, які забезпечували померлій людині спокійне загробне життя. В історичному музеї Відня знаходиться статуя королівського писаря і сановника. Вона зроблена з грандіорита, знайдена в районі міста Асьют і придбана в 1851 році. Її висота 69 сантиметрів. На ній є похоронний напис, в якому згадується єгипетський бог Мерімутеф. Культ цього бога тривав досить довгий час і не обмежувався одним або двома номами. Він зустрічається в храмах фараона XIX динстії і Карнака. Мерімутеф пройшов еволюційні зміни. Так, в пізній період він постає у вигляді сокологолового бога, який зближується з богом Хором — сином Ісіди.